# Радомсько
Радо́мсько (Радомско, пол. Radomsko) — місто в південно-центральній Польщі, на річці Радомка, притоці Варти.
Адміністративний центр Радомщанського повіту Лодзинського воєводства.

## Демографія
Демографічна структура станом на 31 березня 2011 року:
|          | Загалом | Допрацездатний вік | Працездатний вік | Постпрацездатний вік |
| -------- | ------- | ------------------ | ---------------- | -------------------- |
| Чоловіки | 22999   | 4309               | 15967            | 2723                 |
| Жінки    | 25363   | 4090               | 14877            | 6396                 |
| Разом    | 48362   | 8399               | 30844            | 9119                 |